# Viktor Gyökeres
Viktor Gyökeres, né le 4 juin 1998 à Stockholm en Suède, est un footballeur international suédois qui évolue au poste d'avant-centre à l'Arsenal FC. Il possède également la nationalité hongroise. 
Il fait ses débuts professionnels avec le club suédois de l'IF Brommapojkarna en 2015, faisant plus de cinquante apparitions avant de rejoindre Brighton & Hove Albion trois ans plus tard. Viktor Gyökeres est ensuite prêté consécutivement dans plusieurs clubs, le FC St. Pauli, Swansea City et le Coventry City FC, qu'il décide de rejoindre définitivement en 2021. En 2023, le Sporting CP décide de le recruter pour un transfert record de 30 millions d'euros. Dès sa première saison, il aide le club à remporter le titre de champion. Il remporte également la Bola de Prata pour avoir été le meilleur buteur du championnat du Portugal avec 29 buts en 33 matchs, ainsi que le titre de joueur de l'année. En 2025, il est transféré à l'Arsenal FC lors du mercato estival pour la somme de 67.5 millions d'euros. 
Viktor Gyökeres représente l'équipe de Suède à différents niveaux de la formation et fait ses débuts en équipe nationale en 2019.

## Biographie
Né le 4 juin 1998 à Stockholm, en Suède, Viktor Gyökeres est d'ascendance hongroise par son grand-père.
Son modèle est Zlatan Ibrahimović[Information douteuse].
L'attaquant célèbre ses buts en rendant hommage à Hannibal Lecter, assassin de fiction, et mime le masque du cannibale joué par Anthony Hopkins au cinéma. « Il (Hannibal Lecter) mange les gens et Viktor détruit les défenses » explique l'un de ses anciens coéquipiers à Coventry City. Une autre hypothèse est la légende mise par Viktor sur son compte Instagram, en référence à une phrase de Bane, l'antagoniste masqué de Batman : « Personne ne s'en souciait jusqu'à ce que je mette le masque ».

### En club

#### Débuts en Suède au IF Brommapojkarna
Viktor Gyökeres est formé à l'IF Brommapojkarna. Il y commence sa carrière professionnelle en 2015. Le club évolue en Superettan (deuxième division) lorsqu'il fait sa première apparition en professionnel à 17 ans, le 8 août 2015, à l'occasion d'un match de championnat face à l'Östersunds FK (défaite, 2-0).
Le 4 novembre 2017, il réalise un triplé face au Gefle IF, contre qui son équipe s'impose par quatre buts à un. Il réalise une saison 2017 impressionnante avec 13 buts et 8 passes décisives en 29 matchs de championnat.

#### Départ pour Brighton & Hove Albion

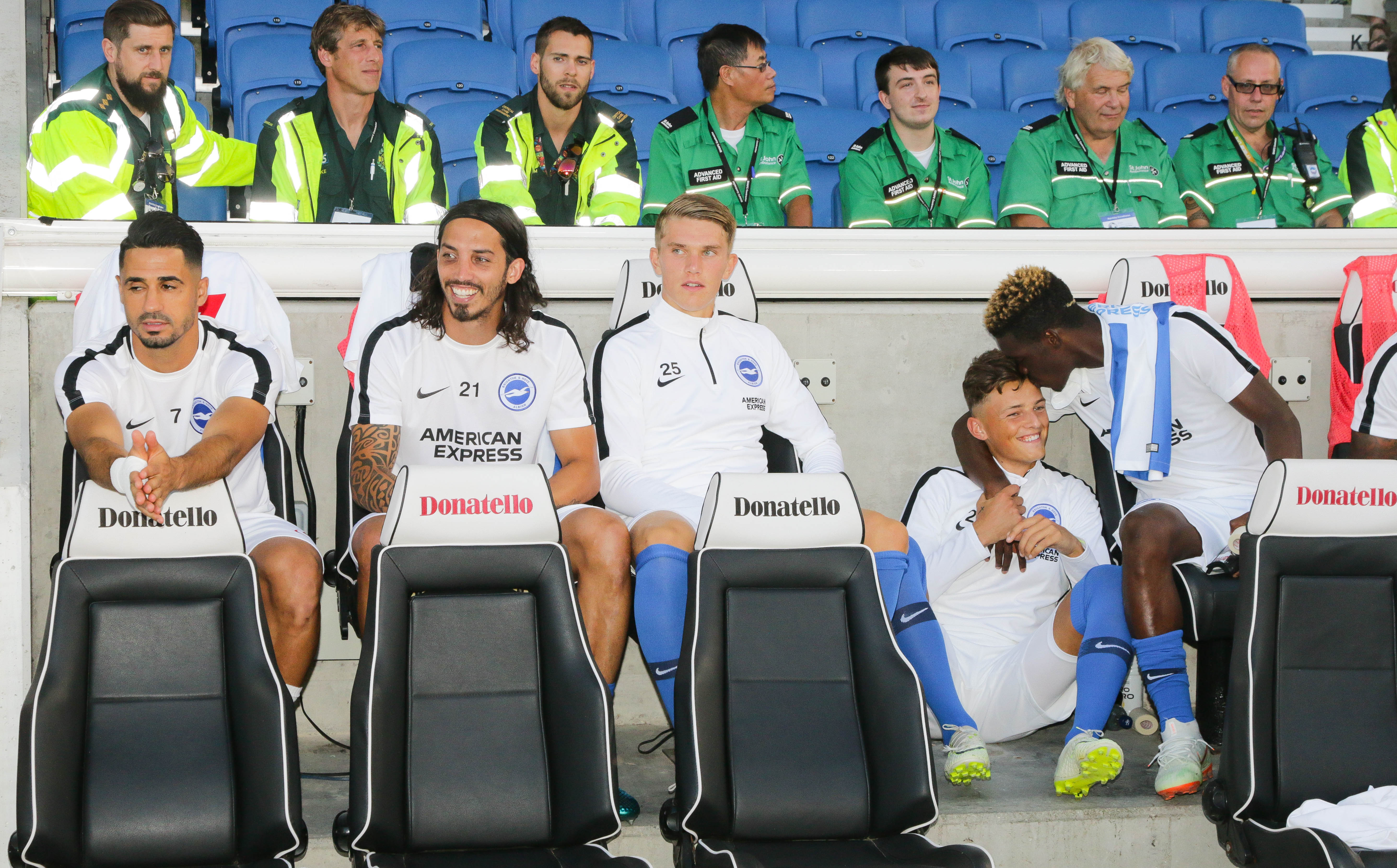
Gyökeres sur le banc de Brigthon en août 2018.

En janvier 2018, à 19 ans, Viktor Gyökeres rejoint le club anglais de Brighton & Hove Albion, promu en Premier League en début de saison. Il est dans un premier temps intégré à l'équipe réserve. Il fait sa première apparition en équipe première le 28 août 2018, lors d'un match de Coupe de la Ligue anglaise perdue face au Southampton FC (0-1). Il oscille entre l'équipe des moins de 21 ans, quelques rares matches sur le banc de l'équipe première et des apparitions sporadiques en Coupe.

##### Prêt au FC St. Pauli
Le 25 juillet 2019, Viktor Gyökeres est prêté au FC St. Pauli pour la saison 2019-2020 de deuxième division allemande. Le 29 juillet suivant, il dispute son premier match lors de la première journée de la saison, où il entre en jeu en toute fin de partie contre l'Arminia Bielefeld (1-1). Le 29 septembre 2019, il inscrit son premier but lors de sa première titularisation en championnat face au SV Sandhausen (victoire, 2-0). Une semaine plus tard, le 6 octobre, il récidive en ouvrant le score sur la pelouse du FC Nuremberg (1-1). Le 14 décembre 2019, il est auteur de son premier doublé face au SV Wehen Wiesbaden ainsi qu'une passe décisive pour Henk Veerman, étant impliqué sur les trois buts de son équipe (3-1). Sur la saison 2019-2020, il dispute 28 matchs pour sept buts avec St. Pauli.

##### Prêt à Swansea City
Le 2 octobre 2020, Viktor Gyökeres est prêté pour une saison à Swansea City, club évoluant alors en Championship, la deuxième division anglaise. En janvier 2021, après un but en douze matchs dont seulement deux comme titulaire, il est rappelé de son prêt à Swansea. « C'est vraiment un super gars, il a le potentiel pour devenir un bon joueur […]. Il n'a pas eu de chance en attrapant le Covid. Il était heureux ici, mais il voulait plus de temps de jeu » justifie l'entraîneur Steve Cooper.

#### Révélation au Coventry City FC
Viktor Gyökeres est de nouveau prêté dans la foulée, cette fois au Coventry City FC jusqu'à la fin de la saison,. Le 27 janvier 2021, il marque son premier but et ouvre le score pour les Sky Blues contre Sheffield Wednesday, en championnat (victoire, 2-0),. Le 9 juillet 2021, il rejoint définitivement Coventry City contre un million d'euros, signant un contrat de trois ans. « Il a montré de grands progrès entre le début et la fin du prêt, il a gagné en confiance » explique l'entraîneur Mark Robins.
Le 2 octobre 2021, il réalise son premier doublé pour les Bantams lors d'une rencontre de championnat face au Peterborough United (3-0, score final). Pour sa première saison complète à Coventry City, il inscrit neuf buts sur les onze premiers matchs, 17 au total. « Les six premiers mois, il n'a impressionné personne. Il n'avait rien de particulier. Même s'il avait faim, se créait des occasions, ça ne rentrait pas. Avant qu'il ait le déclic l'été suivant, je n'aurais jamais pensé le voir atteindre ce niveau. C'est la plus grande progression que j'ai vue de ma vie » se souvient un coéquipier à Coventry en 2021.
Il est nommé meilleur joueur du mois en Championship pour le mois de novembre 2022. Au terme de la saison 2022-2023, Coventry City échoue aux portes de la Premier League, en s'inclinant en finale de play-offs contre Luton Town aux tirs-au-but (1-1 tab 6-5). Il termine deuxième meilleur buteur de deuxième division (21 buts). En 97 rencontres de deuxième division anglaise, il inscrit 40 buts.

#### Confirmation au Sporting CP
Le 13 juillet 2023, Viktor Gyökeres rejoint le Sporting CP contre 21 millions d’euros qui font du Suédois le joueur le plus cher dans l'histoire du club,.
Il se distingue dès son premier match pour le club en réalisant un doublé, le 12 août 2023, lors de la première journée de la saison 2023-2024 de première division portugaise face au FC Vizela (victoire, 3-2). En octobre 2023, il marque mais ne peut empêcher le nul en Ligue Europa chez les Polonais du Rakow Czestochowa (1-1). Le 2 novembre 2023, il réalise son premier triplé pour le club lors d'une rencontre de Coupe de la Ligue face au SC Farense (victoire, 4-2),. Avec 29 buts et dix passes décisives en 33 matches de championnat, l’international suédois est l’un des artisans du titre surprise du Sporting en Liga portugaise, malgré une opération du genou au printemps. Il termine troisième meilleur buteur d’Europe avec 43 buts en 50 matchs toutes compétitions confondues derrière Kylian Mbappé et Harry Kane. Sa clause libératoire à 100 millions d'euros le fait rester au Portugal durant l'intersaison,. 
En 2024-2025, Viktor Gyökeres confirme en Ligue des champions avec cinq buts lors des six premiers matchs et notamment un triplé face au Manchester City qui le révèle au plus haut niveau avec un succès 4-1 du Sporting CP à la clé. Décisif lors des cinq premières journées de Liga Portugal Betclic, il réussit notamment un triplé à Farense (victoire, 0-5) et un doublé chez le CD Nacional (victoire, 1-6). À la pointe du système en 3-4-3 mis en place par son entraîneur Rúben Amorim, Viktor Gyökeres est entouré par Francisco Trincão et Pedro Gonçalves. Fin novembre 2024, Viktor Gyökeres est le meilleur buteur d’Europe avec 23 buts en 17 rencontres, que ce soit en Ligue des champions (cinq buts en quatre matchs), en championnat du Portugal (seize réalisations en onze journées) et en sélection.
Avant un derby de Lisbonne contre le SL Benfica comme dernier match de 2024, Viktor Gyökeres comptabilise 53 buts en 62 matchs sur l'année civile, dix unités devant Harry Kane au classement des meilleurs buteurs des grands championnats européens. Dans l'histoire du football, seuls sept joueurs réussissent à faire mieux toutes compétitions confondues, mais seulement deux sur les dix dernières années : Cristiano Ronaldo en 2014 (61 buts) et Robert Lewandowski, en 2021 (69 buts). Avec ses dix buts avec la Suède, il monte à 62 buts et dépasse le Portugais. Avec 39 buts, il termine meilleur buteur de la saison 2024-2025 du championnat portugais pour la deuxième année consécutive et participe au titre de champion du Portugal du Sporting CP.

#### Transfert à l'Arsenal FC
Le 26 juillet 2025, Viktor Gyökeres s'engage en faveur de l'Arsenal FC,,. Le montant du transfert dans sa totalité est estimé à 73 millions d'euros,,. Il portera le no 14, un clin d'œil à Thierry Henry ayant évolué chez les Gunners entre 1999 et 2007, un de ses modèles,.

### En sélection nationale
Le 8 janvier 2019, Viktor Gyökeres honore sa première sélection avec l'équipe nationale de Suède contre la Finlande (défaite, 0-1). Le 11 janvier suivant, lors de sa deuxième sélection, il inscrit son premier but face à l'Islande (2-2). Fin mars 2023, en éliminatoires de l'Euro 2024, il participe au large succès contre l’Azerbaïdjan avec un but (victoire, 5-0).
Début septembre 2024, alors qu'il compte six buts en vingt sélections, Viktor Gyökeres inscrit un doublé en sélection contre l’Estonie (victoire, 3-0) en Ligue des nations puis un but contre l’Azerbaïdjan, après deux passes décisives (victoire, 1-3). Le 19 novembre 2024, dans le cadre d'un match contre l'Azerbaïdjan de nouveau, il inscrit un quadruplé,.

## Style de jeu
Droitier d’1,87 m, sa qualité de finition et ses buts en série lui valent souvent une comparaison avec Erling Haaland. C’est aussi son physique imposant et sa vitesse impressionnante pour son gabarit qui conduit à ce parallèle avec le Norvégien. Un journaliste le décrit en 2024 : « Dès qu’il a une petite marge de manœuvre, il frappe fort. Il est puissant, infatigable dans le pressing vers l’avant. Il ne faut pas lui laisser une demi-occasion ».
Joueur puissant et rapide avec le ballon à ses pieds doté d'une bonne finition, il utilise sa force pour sécuriser la possession lorsqu'il est sous pression par exemple pour garder la balle suite à un dégagement. Au-delà de son volume de jeu, son endurance et sa finition, on peut retenir sa capacité à surprendre techniquement ses adversaires dans des petits espaces et à improviser balle au pied si besoin.

## Statistiques
En 2024, l'attaquant du Sporting CP totalise 62 buts en 63 matches, déjà parmi les meilleures performances de l'histoire sur une année civile. Depuis son arrivée au Sporting CP à l'été 2023, le Suédois compte alors 68 matches, 66 buts et 19 passes décisives.
En 97 rencontres de deuxième division anglaise avec Coventry City, il inscrit 40 buts.
| Saison                | Club                   | Championnat           | Championnat | Championnat | Championnat | Coupe nationale | Coupe nationale | Coupe nationale | Coupe de la Ligue | Coupe de la Ligue | Coupe de la Ligue | Supercoupe | Supercoupe | Supercoupe | Compétition(s) continentale(s) | Compétition(s) continentale(s) | Compétition(s) continentale(s) | Compétition(s) continentale(s) | Total | Total | Total |
| Saison                | Club                   | Division              | M.          | B.          | P.d.        | M.              | B.              | P.d.            | M.                | B.                | P.d.              | M.         | B.         | P.d.       | Comp.                          | M.                             | B.                             | P.d.                           | M.    | B.    | P.d.  |
| 2015                  | IF Brommapojkarna      | Superettan            | 8           | 0           | 0           | 4               | 3               | 0               | -                 | -                 | -                 | -          | -          | -          | -                              | -                              | -                              | -                              | 12    | 3     | 0     |
| 2016                  | IF Brommapojkarna      | Ettan Norra           | 19          | 7           | 0           | 6               | 2               | 1               | -                 | -                 | -                 | -          | -          | -          | -                              | -                              | -                              | -                              | 25    | 9     | 1     |
| 2017                  | IF Brommapojkarna      | Superettan            | 29          | 13          | 8           | 1               | 0               | 0               | -                 | -                 | -                 | -          | -          | -          | -                              | -                              | -                              | -                              | 30    | 13    | 8     |
| Sous-total            | Sous-total             | Sous-total            | 56          | 20          | 8           | 11              | 5               | 1               | -                 | -                 | -                 | -          | -          | -          | -                              | -                              | -                              | -                              | 67    | 25    | 9     |
| 2018-2019             | Brighton & Hove Albion | Premier League        | -           | -           | -           | 4               | 0               | 0               | 1                 | 0                 | 0                 | -          | -          | -          | -                              | -                              | -                              | -                              | 5     | 0     | 0     |
| 2020-2021             | Brighton & Hove Albion | Premier League        | -           | -           | -           | -               | -               | -               | 3                 | 1                 | 1                 | -          | -          | -          | -                              | -                              | -                              | -                              | 3     | 1     | 1     |
| Sous-total            | Sous-total             | Sous-total            | -           | -           | -           | 4               | 0               | 0               | 4                 | 1                 | 1                 | -          | -          | -          | -                              | -                              | -                              | -                              | 8     | 1     | 1     |
| 2019-2020             | FC St. Pauli (prêt)    | 2. Bundesliga         | 26          | 7           | 4           | 2               | 0               | 0               | -                 | -                 | -                 | -          | -          | -          | -                              | -                              | -                              | -                              | 28    | 7     | 4     |
| 2020-2021             | Swansea City (prêt)    | Championship          | 11          | 0           | 0           | 1               | 1               | 0               | -                 | -                 | -                 | -          | -          | -          | -                              | -                              | -                              | -                              | 12    | 1     | 0     |
| 2020-2021             | Coventry City (prêt)   | Championship          | 19          | 3           | 0           | -               | -               | -               | -                 | -                 | -                 | -          | -          | -          | -                              | -                              | -                              | -                              | 19    | 3     | 0     |
| 2021-2022             | Coventry City          | Championship          | 45          | 17          | 5           | 2               | 1               | 0               | -                 | -                 | -                 | -          | -          | -          | -                              | -                              | -                              | -                              | 47    | 18    | 5     |
| 2022-2023             | Coventry City          | Championship          | 46+3        | 21+0        | 10+2        | 1               | 1               | 0               | -                 | -                 | -                 | -          | -          | -          | -                              | -                              | -                              | -                              | 50    | 22    | 12    |
| Sous-total            | Sous-total             | Sous-total            | 150         | 48          | 21          | 6               | 3               | 0               | -                 | -                 | -                 | -          | -          | -          | -                              | -                              | -                              | -                              | 156   | 51    | 21    |
| 2023-2024             | Sporting CP            | Liga NOS              | 33          | 29          | 10          | 5               | 6               | 1               | 2                 | 3                 | 0                 | -          | -          | -          | C3                             | 9                              | 5                              | 2                              | 49    | 43    | 13    |
| 2024-2025             | Sporting CP            | Liga NOS              | 33          | 39          | 8           | 7               | 5               | 1               | 3                 | 4                 | 0                 | 1          | 0          | 2          | C1                             | 8                              | 6                              | 1                              | 52    | 54    | 12    |
| Sous-total            | Sous-total             | Sous-total            | 66          | 68          | 18          | 12              | 11              | 2               | 5                 | 7                 | 0                 | 1          | 0          | 2          | -                              | 17                             | 11                             | 3                              | 101   | 97    | 25    |
| 2025-2026             | Arsenal                | Premier League        | 1           | 0           | 0           | 0               | 0               | 0               | 0                 | 0                 | 0                 | -          | -          | -          | C1                             | 0                              | 0                              | 0                              | 1     | 0     | 0     |
| Sous-total            | Sous-total             | Sous-total            | 1           | 0           | 0           | 0               | 0               | 0               | 0                 | 0                 | 0                 | 0          | 0          | 0          | -                              | 0                              | 0                              | 0                              | 1     | 0     | 0     |
| Total sur la carrière | Total sur la carrière  | Total sur la carrière | 273         | 136         | 47          | 33              | 20              | 3               | 9                 | 8                 | 1                 | 1          | 0          | 2          | -                              | 17                             | 11                             | 3                              | 333   | 175   | 56    |

### En sélection nationale
| Saison                | Sélection             | Phases finales        | Phases finales | Phases finales | Phases finales | Éliminatoires CDM | Éliminatoires CDM | Éliminatoires CDM | Éliminatoires EURO | Éliminatoires EURO | Éliminatoires EURO | Ligue Nations UEFA | Ligue Nations UEFA | Ligue Nations UEFA | Matchs amicaux | Matchs amicaux | Matchs amicaux | Total | Total | Total |
| Saison                | Sélection             | Compétition           | M              | B              | Pd             | M                 | B                 | Pd                | M                  | B                  | Pd                 | M                  | B                  | Pd                 | M              | B              | Pd             | M     | B     | Pd    |
| --------------------- | --------------------- | --------------------- | -------------- | -------------- | -------------- | ----------------- | ----------------- | ----------------- | ------------------ | ------------------ | ------------------ | ------------------ | ------------------ | ------------------ | -------------- | -------------- | -------------- | ----- | ----- | ----- |
| 2018-2019             | Suède                 | -                     | -              | -              | -              | -                 | -                 | -                 | -                  | -                  | -                  | -                  | -                  | -                  | 2              | 1              | 0              | 2     | 1     | 0     |
| 2019-2020             | Suède                 | -                     | -              | -              | -              | -                 | -                 | -                 | -                  | -                  | -                  | -                  | -                  | -                  | -              | -              | -              | 0     | 0     | 0     |
| 2020-2021             | Suède                 | -                     | -              | -              | -              | -                 | -                 | -                 | -                  | -                  | -                  | -                  | -                  | -                  | -              | -              | -              | 0     | 0     | 0     |
| 2021-2022             | Suède                 | -                     | -              | -              | -              | 2                 | 0                 | 0                 | -                  | -                  | -                  | 3                  | 1                  | 0                  | -              | -              | -              | 5     | 1     | 0     |
| 2022-2023             | Suède                 | -                     | -              | -              | -              | -                 | -                 | -                 | 3                  | 1                  | 1                  | 2                  | 0                  | 0                  | 2              | 0              | 1              | 7     | 1     | 2     |
| 2023-2024             | Suède                 | -                     | -              | -              | -              | -                 | -                 | -                 | 5                  | 2                  | 0                  | -                  | -                  | -                  | 1              | 1              | 0              | 6     | 3     | 0     |
| 2024-2025             | Suède                 | -                     | -              | -              | -              | -                 | -                 | -                 | -                  | -                  | -                  | 6                  | 9                  | 4                  | -              | -              | -              | 6     | 9     | 4     |
| Total sur la carrière | Total sur la carrière | Total sur la carrière | -              | -              | -              | 2                 | 0                 | 0                 | 8                  | 3                  | 1                  | 11                 | 10                 | 4                  | 5              | 2              | 1              | 26    | 15    | 6     |

## Palmarès

### Trophées collectifs
Il remporte son premier titre en étant champion de deuxième division suédoise.
Parti au Sporting CP, l’international suédois est l’un des artisans du titre surprise du Sporting en Liga portugaise 2023-2024 puis d'un second titre consécutif l'année suivante.
| IF Brommapojkarna (1)                              | Sporting CP (3) |
| -------------------------------------------------- | --- |
| - Deuxième division suèdoise : - Champion en 2017. | - Championnat du Portugal : - Champion : 2024 et 2025. - Coupe du Portugal : - Vainqueur : 2025. - Finaliste : 2024. - Coupe de la Ligue : - Finaliste : 2025. - Supercoupe du Portugal : - Finaliste : 2024. |

### Distinctions personnelles
- Membre de l'équipe-type de Championship en 2023.
- Meilleur buteur de la Liga NOS en 2024 et 2025.
- Meilleur joueur de la Liga NOS en 2024.